# Epitoxasia nigra
Epitoxasia nigra är en skalbaggsart som först beskrevs av Lewis 1902.  Epitoxasia nigra ingår i släktet Epitoxasia och familjen stumpbaggar. Inga underarter finns listade i Catalogue of Life.